# Giovanni Tani
Giovanni Tani (ur. 8 kwietnia 1947 w Sogliano al Rubicone) – włoski duchowny katolicki, arcybiskup Urbino-Urbania-Sant’Angelo in Vado w latach 2011–2023.

## Życiorys
Święcenia kapłańskie otrzymał 29 grudnia 1973 i został inkardynowany do diecezji Rimini. Po święceniach został ojcem duchownym diecezjalnego seminarium. W 1985 przeniósł się do Rzymu i objął funkcję ojca duchownego tamtejszego seminarium. W latach 1999–2003 był proboszczem jednej z rzymskich parafii, a w kolejnych latach pracował ponownie w rzymskim seminarium, tym razem w charakterze jego rektora.
24 czerwca 2011 papież Benedykt XVI mianował go ordynariuszem archidiecezji Urbino-Urbania-Sant’Angelo in Vado. Sakry biskupiej udzielił mu 17 września 2011 wikariusz Rzymu - kardynał Agostino Vallini.
7 stycznia 2023 papież Franciszek przyjął jego rezygnację z funkcji biskupa diecezjalnego.